# 岩城泰司
岩城 泰司（いわき やすし、9月16日 - ）は、日本の男性声優。岡山県倉敷市出身。アクセント所属。

## 来歴
倉敷市立児島第一高等学校、アクセント附属養成所シャイン12期卒業。

## 人物
資格は普通自動車免許。趣味は映画鑑賞、人間観察。特技は剣道初段。
方言は岡山弁。

## 出演

### テレビアニメ
2012年
- 絶園のテンペスト（部下F）

2016年
- 銀魂（役人）

2017年
- UQ HOLDER! 〜魔法先生ネギま!2〜（善鬼）

2018年
- メガロボクス（ドクター）

2021年
- 呪術廻戦（キセル）

2022年
- サマータイムレンダ（三浦、島民）

2023年
- 最強陰陽師の異世界転生記（衛兵隊長）
- 盾の勇者の成り上がり Season3（オークション司会、男）
- キボウノチカラ〜オトナプリキュア'23〜（校長、部長、社員、街の人）
- ビックリメン（手下A、サラリーメン）

2024年
- リンカイ!（山田教官）
- ふしぎ駄菓子屋 銭天堂（囲碁教室の人）

2025年
- 妖怪学校の先生はじめました!（年配警官）
- 転生したら第七王子だったので、気ままに魔術を極めます（ヤタロウ）

### 劇場アニメ
- THE FIRST SLAM DUNK（2022年、一之倉聡）

### Webアニメ
- LUPIN ZERO（2023年、副官）

### ゲーム
- スター・ウォーズ ジェダイ:フォールン・オーダー（2019年、ソルク・トルモ）
- ドラゴンクエストX 未来への扉とまどろみの少女 オンライン（2024年、アマラーク国兵士B、メネトの悪夢[4]）
- 機動戦士ガンダム U.C. ENGAGE（2025年、エッべ・クルーム[5]）

### 吹き替え

#### 映画
- アーミー・オブ・ザ・デッド（カミングス〈テオ・ロッシ〉）
- アイム・ソー・エキサイテッド!（新郎〈ミゲル・アンヘル・シルベストレ〉）
- AWAKE/アウェイク
- アクエリアス（ロドリゴ）
- アトミック・ブロンド（時計屋〈ティル・シュヴァイガー〉）
- エブリバディ・ウォンツ・サム!!（ネズビット〈オースティン・アメリオ〉）
- キングのメッセージ（マルティーヌ）
- クリスマス・プリンス（アンディ〈ジョエル・マクヴァー〉）
- クリスマス・プリンス: ロイヤルベイビー（アンディ〈ジョエル・マクヴァー〉）
- グレート・レイド 史上最大の作戦（ザビエル）
- サイバー・リベンジャー（サリヴァン）
- 殺人の告白（チョン記者〈コ・ビョンテグ〉）
- サバイバー: 生きるに値するもの（ダウート）
- シニアイヤー（アオキ）
- スクランブル
- スノーピアサー（エドガー〈ジェイミー・ベル〉）
- SPY/スパイ（パトリック〈マイケル・マクドナルド（英語版）〉、アメリカ人旅行者〈ベン・ファルコーン〉）
- セブン・シスターズ（エディ〈トミワ・エドゥン〉）
- 沈黙の激戦（マシュー・シャープ〈ラッセル・ウォン〉）
- パーティで女の子に話しかけるには（PTワイン〈マット・ルーカス〉）
- バーニング・オーシャン
- プレミアム・ラッシュ
- マーシャル 法廷を変えた男（アーウィン・フリードマン〈ジョン・マガロ〉）
- マーティン/呪われた吸血少年（ジュディの夫〈リチャード・P・ルビンスタイン〉）
- マネー・ショート 華麗なる大逆転（ダニー・モーゼス〈レイフ・スポール〉）
- マローダーズ 襲撃者（クック）
- 山猫は眠らない7（ウォルシュ）
- 南の島のリゾート式恋愛セラピー（ザビエル）
- ロスト・シティZ 失われた黄金都市（マンリー）

#### ドラマ
- アナザー・ライフ（サーシャ・ハリソン〈ジェイク・アベル〉）
- ヴィダ 故郷の母が遺したもの（マルコス）
- ウェントワース女子刑務所（マキシン）
- ウォーキング・デッド（ジーザズ〈トム・ペイン〉）
- エレメンタリー ホームズ&ワトソン in NY
- グッド・ファイト（グレン）
- グッド・プレイス（デレク）
- コウラン伝 始皇帝の母
- サルベーション -地球の終焉 -（エド）
- CSI:科学捜査班12
- シカゴ・ファイア（ブライアン・“オーチス”・ズヴァナチェック〈ユーリ・サルダロボ〉）
- シカゴ・メッド シーズン3（イーサン・チョイ〈ブライアン・ティー〉）
- スクリーム シーズン2（イーライ）
- 太陽の末裔（パク・ビョンス〈キム・ビョンチョル〉）
- ツリーハウスたんていだん（ムース）
- DOPE ドープ!!（スコットフィールド）
- 七日の王妃
- ビッグマウス（ローラ）
- フライト・アテンダント（デイビー）
- Black Sails/ブラック・セイルズ シーズン4（ベリンジャー）
- ホジュン〜伝説の心医〜
- マジシャンズ（レイフ）
- ランナウェイズ（ヴィクター）

#### アニメ
- アドベンチャー・タイム（2013年 - 2015年、ロン・ジェイムズ、光線の魔法使い）
- ズートピア（2016年、ダグ）
- サハラ（2017年、カンムリワシ）
- 絵文字の国のジーン（2018年、アレックス）

### ボイスオーバー
- BS世界のドキュメンタリー

### 初出話一覧
1. 1 2 3  第1話初出
2. ↑  第305話初出
3. 1 2  第4話初出
4. 1 2  第7話初出
5. ↑  第14話初出
6. ↑  第10話初出
7. 1 2  第21話初出
8. ↑  第13話初出
9. ↑  第2話初出
10. ↑  第6話初出
11. 1 2  第12話初出
12. ↑  第3話初出
13. ↑  第129話初出
14. ↑  第19話初出